# Mikaela Stojanovska
Mikaela Stojanovska, född den 28 november 2006, är en svensk fotbollsspelare som representerar FC Rosengård och som genom ett samarbete även representerar Trelleborgs FF.

## Biografi
Stojanovska debuterade i FC Rosengård år 2022 och debuterade i damallsvenskan 2023 där hon spelade till och med 2024. Genom ett samarbete med TFF fick hon 2025 även möjlighet att representera Trelleborgs FF. Hon har även representerat det svenska damlandslaget på U17- och U19-nivå.